# Petro Wojnowski
Petro Wojnowski (ur. 8 września 1913 w Stanywcach Dołysznich, zm. 8 kwietnia 1996) – ukraiński działacz niepodległościowy na Bukowinie, nacjonalista ukraiński, dowódca Kurenia Bukowińskiego.
Służył w armii rumuńskiej w stopniu podporucznika. W 1935 został usunięty z armii za odmowę zmiany nazwiska na rumuńskie. Działał w Płaście, od połowy lat 30. należał do Organizacji Ukraińskich Nacjonalistów, po rozłamie w 1940 działał początkowo we frakcji Bandery jako przewodniczący OUN na Bukowinie i w Besarabii, a od 1941 w frakcji Melnyka.
W 1941 był organizatorem i dowódcą Kurenia Bukowińskiego. Pomagał władzom niemieckim w tropieniu banderowców. W 1944 został aresztowany we Lwowie przez gestapo i wysłany do obozu koncentracyjnego w Brez, skąd wyszedł sparaliżowany.
W 1949 wyemigrował do USA.